# 101
101（一百零一）是100与102之间的自然数。

## 数学性质
- 第26個質數。前一個為97、下一個為103。
  - 第9对孿生質數，為（101、 103）。
  - 瓦格斯塔夫質數。
  - 非正則素數
  - 第4個唯一素数。
  - 第6個回文質數。
  - 此數字雖然是自然質數，但不是高斯質數。前一個有此性質的自然質數是97、下一個是109。（OEIS數列A002313）

其第一象限之高斯質數的整数分解為{\displaystyle \left(10+i\right)\times \left(10-i\right)}。
- 第77個虧數，真因數和為1，虧度為100。前一個為99、下一個為103。
- 第68個不尋常數，大於平方根的質因數為101。前一個為99、下一個為102。
- 第62個無平方數因數的數。前一個為97、下一個為102。
- 第39個十进制的等數位數。前一個為97、下一個為103。
- 101是5個連續質數之和：13 + 17 + 19 + 23 + 29
- 101是整數分拆13的方法數目。
- 101是中心十邊形數。
- 101是五角星數。
- 數5在二進制中表示為101。
- 101是十进制中，最小的三位回文數。
- 101 = 5! - 4! + 3! - 2! + 1!
- 11與101是僅有的兩個已知的100000...000001質數

## 科學上
- 101是鍆的原子序數[1]。
- 天文學上，有小行星101。

## 教育上
101在课程命名中可视为一个研究主题的入门课程，除此之外还可扩展为入门级学习材料的集合。

## 文章标题上
越来越多的英文书籍和文章带有101字样，101超过了100，在英文里形容很多的意思。类似中文的“九”和“三”，通常用来表示数量很多，比如101种方法，101种问题，101种答案。

## 轨道交通
- 一零一铁路，位于北京的支线铁路
- 101专用线，位于上海的铁路专用线

## 在其它领域中
- 101室：是乔治·奥威尔小说《一九八四》中友爱部的刑讯室。
- 台北101：位於臺灣台北市的地標建築，是目前世界第三高樓、環太平洋及全球最高的綠建築大樓。
- 《101忠狗》：迪士尼經典動畫長片。
- 挑戰101：中視（現改至中天娛樂台）的益智猜謎節目。
- Now 101台 : now寬頻電視的一條香港中文資訊娛樂頻道。
- 101空降師：美國陸軍編制部隊。
- 中華民國陸軍101兩棲偵察營
- 新界區專線小巴101M線，前稱小巴101線
- 韓國PRODUCE 101系列
- 過海隧道巴士101線，來往堅尼地城及觀塘（裕民坊）。是香港首批過海隧道巴士路線
- 過海隧道巴士601線，曾暫定編號為101E
- 秀明道101號，秀茂坪邨門牌號碼
- 曉光街101號，秀茂坪南邨門牌號碼
- 公主道101號，土木工程拓展署大樓門牌號碼
- 动感101，上海广播电台
- IOI
- 《創造101》，中國2018年真人秀网综，其组成出道了全新偶像女团“火箭少女101”女星团体
- 韓國世韓汽車(Saehan)/大宇巴士多款巴士車款名稱都有「101」字樣，例如世韓/大宇BF101(前置引擎車款)。
- Produce 101 Japan
- 2019年10月1日香港示威
- 曾志健中槍事件